# Yelp
 (avril 2024).
Yelp est une multinationale dont le siège est situé à San Francisco (Californie). La société développe, héberge et commercialise Yelp.com et l’application mobile Yelp qui publient des avis participatifs sur les commerces locaux. En outre, l’entreprise forme les commerces et les petites entreprises à répondre aux avis d’une manière responsable, à héberger des événements sociaux à l’intention des rédacteurs d’avis en plus de fournir des renseignements de base, tels que les heures d’ouverture, au sujet des commerces.
Yelp a été fondée en 2004 par d’ex-employés de Paypal impliqués dans l’incubateur d’entreprises MRL Ventures. Ses débuts peu réussis se limitaient à un service d’orientation basé sur mail, mais l’entreprise a redémarré vers la fin de 2005, offrant dorénavant des avis en ligne non sollicités. Yelp a connu une croissance rapide et a participé à plusieurs levées de capitaux. En 2010, son chiffre d’affaires s’élevait à 30 millions de dollars et le site Web avait publié plus de 4,5 millions d’avis participatifs. Les années 2009 à 2012 ont été marquées par l’expansion de Yelp en Europe et en Asie. En 2009, elle a entamé des négociations avec Google en vue d’une acquisition éventuelle, mais ces négociations sont demeurées infructueuses. Les titres de Yelp ont été inscrits en Bourse en mars 2012 et la société a dépassé le seuil de rentabilité pour la première fois deux ans plus tard. En 2014, Yelp.com compte 135 millions de visiteurs mensuels et 71 millions d’avis. L’entreprise tire son chiffre d’affaires des commerces passés en revue sur le site et qui payent pour des publicités.
Selon BusinessWeek, Yelp a « toujours eu des relations complexes avec les petites entreprises ». Certains des différends entre Yelp et les propriétaires d’entreprises portent sur des entreprises qui écrivent frauduleusement des avis sur leur propre établissement, des accusations de manipulation d’avis de la part de Yelp afin d’extorquer des dépenses publicitaires, des doutes quant à l’authenticité des avis ainsi que la vie privée et la liberté de parole des commentateurs.

## Historique de la société

### Origines (2004 à 2009)

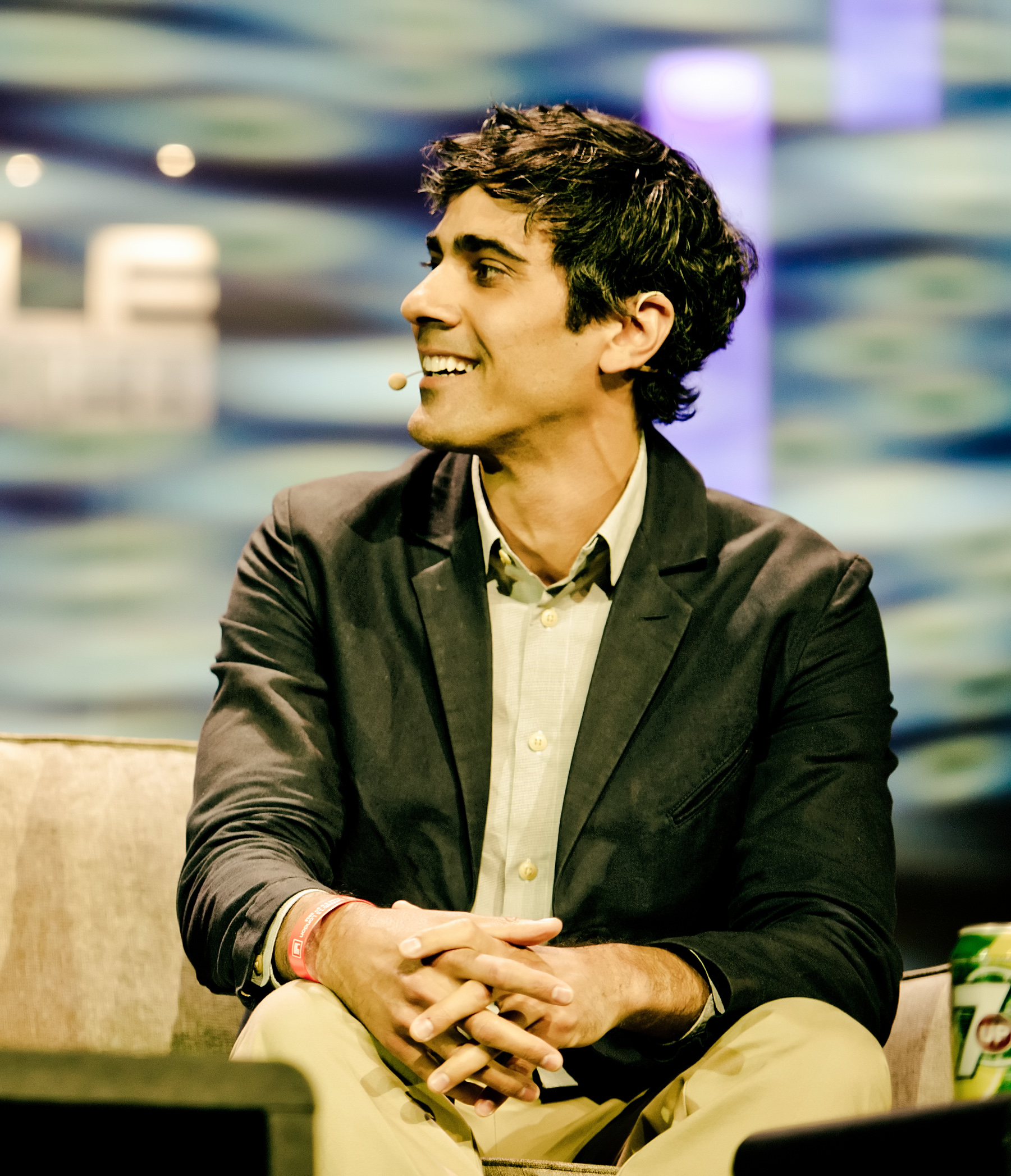
Jeremy Stoppelman, cofondateur et PDG de Yelp

Deux ex-employés de PayPal, Jeremy Stoppelman et Russel Simmons, ont fondé Yelp dans un incubateur d’entreprises, MRL Ventures, en 2004,. Stoppelman et Simmons voulaient initialement faire de Yelp un réseau d’orientation basé sur mails après que Stoppelman a attrapé la grippe et ait éprouvé de la difficulté à trouver une recommandation en ligne de médecin local,,. Max Levchin, ex-collègue des cofondateurs durant la période PayPal et fondateur de MRL Ventures, a fourni un financement initial d’un million de dollars. David Galbraith, cofondateur de MRL et initiateur du projet de services locaux sur la base d’avis des utilisateurs, est celui qui a trouvé le nom « Yelp ». Selon Fortune Magazine, le système initial de Yelp basé sur mails était « complexe ». Le concept était rejeté par les investisseurs et n’attirait pas les utilisateurs au-delà des amis et des proches des cofondateurs. Les données d’utilisation montraient que les utilisateurs ne répondaient pas aux sollicitations d’avis mais utilisaient la fonction « Real Reviews » (avis réels) qui leur permettait d’écrire des avis non sollicités.
Selon le San Francisco Chronicle, « la popularité du site s’est envolée » après sa transformation vers la fin de 2005. Yelp a obtenu un financement de cinq millions de dollars en 2005 auprès de Bessemer Ventures et de dix millions de dollars en novembre 2006 auprès de Benchmark Capital. Le nombre de commentateurs sur le site est passé de 12 000 en 2005 à 100 000 en 2006. À l’été 2006, le site comptait un million de visiteurs mensuels. L’entreprise a obtenu un financement de 15 millions de dollars auprès de DAG Ventures en février 2008,. En 2010, Elevation Partners a investi 100 millions de dollars ; 75 millions ont servi à acheter les participations d’employés et d’investisseurs tandis que 25 millions de dollars ont été investis dans le personnel commercial et le développement.
En 2010, le chiffre d’affaires estimatif de Yelp s’élevait à 30 millions de dollars et son effectif était de 300 personnes. Yelp est passé de six millions de visiteurs mensuels en 2007 à 16,5 millions en 2008 et de 12 à 24 villes durant la même période. En 2009, le site comptait 4,5 millions d’avis.

### Société privée (2009 à 2011)
Yelp a lancé un site pour le Royaume-Uni en janvier 2009 et un pour le Canada au mois d’août de la même année. Le premier site Web de Yelp en une langue autre que l’anglais a été lancé en France en 2010 ; les utilisateurs pouvaient lire et écrire le contenu en français ou en anglais. De 2010 à 2011, Yelp a lancé plusieurs autres sites en Autriche, en Allemagne, en Espagne et aux Pays-Bas. Le trafic Web international a doublé durant la même période. Un site web australien est entré en service en novembre 2011. Le site Web australien était soutenu par le biais d’un partenariat avec Telstra, ce qui a procuré un million d’inscriptions d’entreprises à l’origine,. À la fin de 2012, Yelp avait une présence dans 20 pays, y compris la Turquie et le Danemark. Le premier site asiatique de Yelp a été lancé en septembre 2012 à Singapour.
En décembre 2009, Google a entamé des négociations avec Yelp en vue de l’acquisition de la société, mais les deux parties n’ont pas réussi à s'entendre,. Selon le journal The New York Times, Google a offert plus de 500 millions de dollars mais les négociations ont échoué après que Yahoo a offert un milliard de dollars. TechCrunch a signalé que Google avait refusé d’offrir la même somme que Yahoo. Les deux offres ont subséquemment été abandonnées à la suite d'une mésentente entre la direction de Yelp et son conseil d’administration au sujet des offres.
Yelp a mis sur pied un service nommé Yelp Deals en avril 2011 mais a dû en réduire l'activité en août en raison d’une concurrence accrue et de la saturation du marché. En septembre de la même année, la Federal Trade Commission a fait une enquête sur les allégations de Yelp à l’effet que Google utilisait le contenu Web de Yelp sans autorisation et que les algorithmes du moteur de recherche de Google favorisaient Google Places par rapport aux services similaires offerts par Yelp,. En vertu d’un accord conclu en janvier 2014, Google a évité les poursuites antitrust de la FTC mais elle a dû offrir à des services tels que Yelp la capacité de se retirer et d’ainsi éviter que leurs données soient capturées et utilisées sur les sites Web de Google.

### Société dont les titres sont cotés en bourse (2011 à ce jour)
En novembre 2011, Yelp a déposé un premier appel public à l’épargne (IPO) auprès de la Securities Exchange Commission,. Le 2 mars 2012, les titres de la société ont commencé à être négociés publiquement sur la Bourse de New York à un cours de 15 dollars, la société étant évaluée à une somme de 898 million de dollars,. En 2012, Yelp a convenu de faire l’acquisition de son plus important rival européen, Qype, moyennant la somme de 50 millions de dollars. L’année suivante, le PDG Jeremy Stoppelman a réduit son salaire à un dollar. Yelp a fait l’acquisition de la nouvelle entreprise de réservations en ligne SeatMe moyennant la somme de 12,7 millions de dollars en espèces et des titres de la société en 2013. Le chiffre d’affaires de Yelp au deuxième trimestre 2013 « a dépassé les attentes » mais la société n’était pas encore rentable. En 2012/13, Yelp a transféré son nouveau siège social, occupant près de 14 000 mètres carrés sur 12 étages du bâtiment sis au 140 New Montgomery (l’ex-bâtiment PacBell) à San Francisco.
La société a franchi le seuil de rentabilité pour la première fois au deuxième trimestre de 2014, par suite de l’accroissement des dépenses publicitaires par les propriétaires d’entreprises et possiblement sous l’effet du plus grand trafic provenant du moteur de recherche Google. Au cours de la même année, des sites Yelp ont été lancés au Mexique, au Japon et en Argentine. En 2014, Yelp a également élargi sa présence en Europe par le biais des acquisitions du site allemand de critique de restaurants Restaurant-Kritik et du site français CityVox,. En août 2017, Yelp vend Eat24 à Grubhub pour 287,5 millions de dollars.
À la fin de 2015, une section « Services publics et gouvernement » a été présentée à Yelp, et l'Administration des services généraux a commencé à encourager les organismes gouvernementaux à créer et à surveiller les pages officielles du gouvernement.Par exemple, l'Administration de la sécurité des transports a créé des pages officielles TSA Yelp.Plus tard dans l'année Yelp a commencé à expérimenter à San Francisco des alertes grand public qui ont été ajoutées à des pages sur les restaurants avec de mauvais scores d'hygiène dans les inspections gouvernementales.Les recherches menées par le Boston Children's Hospital ont révélé que les examens Yelp avec des mots-clés associés à l'intoxication alimentaire sont fortement corrélés avec une mauvaise hygiène au restaurant. Les chercheurs de l'université Columbia ont utilisé les données de Yelp pour identifier trois épidémies d'intoxications alimentaires sans rapport avec les restaurants.
Le 2 novembre 2016, parallèlement à son rapport sur les bénéfices pour le troisième trimestre 2016, Yelp a annoncé qu'il allait réduire considérablement ses opérations en dehors de l'Amérique du Nord et interrompre son expansion internationale. Cela a abouti à la suppression de la quasi-totalité des employés internationaux sur les plus de 30 marchés internationaux de Yelp, à partir des départements des ventes, du marketing, des relations publiques, de la sensibilisation des entreprises et des relations gouvernementales. Les employés à l'étranger sont désormais principalement du personnel d'ingénierie et de gestion des produits. Ces licenciements n'ont touché que 175 personnes, soit 4 % de l'ensemble de la main-d'œuvre.
En mars 2017, Yelp a acquis l'application de réservation de restaurant Nowait pour 40 millions de dollars.En avril 2017, Yelp a acquis la société de commercialisation Wi-Fi Turnstyle Analytics pour un montant de 20 millions d'euros.
Au début de 2020, Yelp a répertorié l'espace au 55 Hawthorne Street, à San Francisco, pour 235 employés disponibles pour la sous-location. fermetures d'entreprises et les commandes de séjour à domicile pendant la pandémie de COVID-19 aux États-Unis ont entraîné une baisse massive des recherches sur Yelp (de 64 à 83 % de mars à avril, selon les revenus de l'entreprise). Le 9 avril, la société a annoncé qu'elle allait licencier 1 000 employés, environ 1 100 avec des prestations, réduire les heures pour les autres, réduire la rémunération des dirigeants de 20 à 30 %, et cesserait de payer le PDG pour le reste de l'année 2020.
En septembre 2021, Yelp a annoncé qu'il délocalisait son siège social dans un espace plus petit au 350 Mission Street pour être sous-loué de Salesforce.
Le 1er juin 2023, Yelp décide de fermer ses bureaux à Phoenix, en Arizona et à Hambourg, en Allemagne. Selon une annonce faite par la société, moins de 6 % des postes de travail disponibles dans ces bureaux étaient utilisés. Ce mouvement intervient après que Yelp ait déjà fermé ses bureaux de New York, Chicago et Washington.
À la mi-2023, Yelp maintient un seul bureau restant aux États-Unis à San Francisco. En outre, la société poursuivra ses activités à Toronto, Canada et à Londres, au Royaume-Uni. La fermeture et la réduction des effectifs de ces bureaux devraient permettre d'économiser environ 27 millions de dollars sur les coûts annuels de Yelp au cours de l'exercice budgétaire 2023-2024.En février 2024, son site Web répertoriait les établissements de 32 pays.

## Fonctions
Le site Web de Yelp, Yelp.com, est un site participatif d’avis sur les commerces locaux et de réseautage social. Ses utilisateurs sont principalement actifs dans les grandes régions métropolitaines. Le site comprend des pages consacrées aux établissements locaux, tels que des restaurants ou des écoles, où les utilisateurs Yelp peuvent soumettre un avis portant sur leurs produits ou services en ayant recours à un système de notation à une à cinq étoiles. Les entreprises peuvent également mettre à jour leurs coordonnées, leurs heures d’ouverture et autres renseignements de base ou ajouter des affaires spéciales,. En plus d’écrire des avis, les utilisateurs peuvent réagir à des avis, planifier des événements ou parler de leur vie personnelle. Selon Sterling Market Intelligence, Yelp constitute « l’un des plus importants sites sur Internet ». Il compte 132 millions de visiteurs mensuels et 57 millions d’avis. En 2010, Yelp avait une base d’utilisateurs établie dans 33 villes.
85 % des petites entreprises inscrites sur le site ont une notation d’au moins trois étoiles, mais certains avis négatifs sont très personnels ou extrêmes.
Bon nombre d’avis sont écrits sur un ton amusant ou créatif. Les utilisateurs peuvent donner un avis favorable si c’est « utile, amusant ou génial ». Chaque jour, un « Avis du jour » est choisi sur la base d’un vote par les utilisateurs.
En 2012, 45 % des recherches Yelp sont effectuées depuis un appareil mobile. L’appli Yelp iPhone a été lancée en décembre 2008. En août 2009, Yelp a procédé à une mise à jour de l’appli iPhone pourvue d’une fonction de réalité augmentée à œuf de Pâques dissimulé sous le nom de Monocle, permettant ainsi aux utilisateurs de regarder à travers l’appareil photo de leur iPhone pour voir les données Yelp sur les commerces à travers l’appareil photo. Des fonctions de check-in ont été ajoutées en 2010,.
Les utilisateurs Yelp peuvent faire des réservations de restaurant dans Yelp par le biais d’OpenTable, fonction ajoutée en juin 2010,. En 2013, des fonctions de commande et de livraison de nourriture ont été ajoutées à Yelp outre la capacité de voir les notations d’inspection par le service d’hygiène, et de prendre des rendez-vous dans des spas. Le contenu de Yelp a été intégré à l’application cartes et itinéraires de la version iOS 6 lancée par Apple en septembre 2012. Yelp offre également des fonctions d’identification des commerces locaux offrant des affaires spéciales aux utilisateurs Yelp. En octobre 2014, par le biais d’un partenariat avec le site de recherche d’hôtels Hipmunk, des fonctions ont été ajoutées pour effectuer des réservations d’hôtel à l’aide de Yelp.
Yelp a lancé un programme de remise en espèces de 7 à 10 % dans certains restaurants américains en 2016 grâce à un partenariat avec Empyr, qui lie les achats de cartes de crédit à la publicité en ligne.
Le 14 février 2017, Yelp a lancé Yelp Questions and Answers, une fonctionnalité permettant aux utilisateurs de poser des questions spécifiques sur les entreprises.

### Fonctions pour les entreprises
En 2008, Yelp a ajouté la capacité pour les propriétaires de commerce de répondre aux avis,. Les commerces peuvent répondre privément par message au commentateur ou publiquement sur leur page de profil. Dans certains cas, les utilisateurs Yelp qui avaient fait une mauvaise expérience ont mis à jour leur avis d’une manière plus favorable à la suite des efforts de redressement d’un établissement particulier. Dans d’autres cas, les différends entre les commentateurs et les propriétaires de commerce ont mené à un harcèlement et à des altercations physiques. Le système a été critiqué comme permettant aux propriétaires d’acheter les commentateurs par des aliments gratuits ou des remises afin d’améliorer leur notation bien que, selon les utilisateurs Yelp, cette situation se produise rarement. Un propriétaire de commerce peut « revendiquer » un profil, ce qui lui permet de répondre aux avis et de voir les rapports de trafic. Les établissements peuvent également offrir des remises aux utilisateurs Yelp qui visitent souvent à l’aide de la fonction « check-in »,. En 2014, Yelp a lancé une appli permettant aux propriétaires de répondre aux avis et de gérer leur profil depuis un appareil mobile. Les propriétaires de commerce peuvent également signaler les avis à supprimer s’ils contreviennent aux lignes directrices de contenu Yelp.
Le chiffre d’affaires de Yelp provient de la vente de publicités et d’inscriptions commanditées aux petites entreprises,. En 2010 Yelp compte à son emploi 150 vendeurs. Les annonceurs sont disposés à payer pour que leur nom apparaisse en tête des résultats de recherche, ou que leurs publicités apparaissent sur les pages de leurs concurrents,,. En 2013, les revenus de publicité croissaient au taux de 77 % par an. Yelp permet uniquement aux entreprises avec une notation trois étoiles ou plus de payer pour de la publicité. Initialement un « avis préféré » commandité pouvait placer un avis positif en tête des négatifs, mais Yelp a cessé d’offrir cette option en 2010 dans le but de dissiper la mauvaise impression que les annonceurs pouvaient marginaliser les avis négatifs moyennant paiement,.

## Relation avec les entreprises
Une étude de la Harvard Business School publiée en 2011 a conclu que chaque « étoile » d’une notation Yelp avait une incidence de 5 à 9 % sur le chiffre d’affaires du propriétaire du commerce,. Une étude réalisée en 2012 par deux économistes de Berkeley a montré que le passage de 3,5 à 4 étoiles sur la notation Yelp augmentait de 19 % les chances de réservations au restaurant durant les heures de pointe. Une enquête auprès de 300 propriétaires de petites entreprises, réalisée en 2014 par Yodle a montré que 78 % d’entre eux étaient préoccupés par des avis négatifs. En outre, 43 % des répondants étaient d’avis que les avis en ligne étaient injustes car il n’y a aucune vérification que l’avis est écrit par un client légitime.

### Manipulation par les entreprises
La pratique de faux avis écrits par des concurrents ou des propriétaires de commerce s’est étendue à mesure que grandissait l’influence de Yelp. Une étude réalisée par le professeur Michael Luca de l’université Harvard a passé en revue 316.415 avis à Boston et constaté une hausse de faux avis passant de 6 % de l’ensemble des avis du site en 2006 à 20 % en 2014. Le filtre d’avis mis sur pied par Yelp identifie 25 % des avis comme étant suspects.
Yelp possède un algorithme exclusif qui tente d’évaluer si un avis est authentique et d’éliminer ceux qui semblent ne pas reposer sur l’expérience personnelle effective d’un client, comme l’exigent les conditions d’utilisation du site,. Le filtre d’avis a été initialement mis au point deux semaines après la fondation du site et la société a constaté ses « premiers avis manifestement faux ». Les avis éliminés par filtration sont transférés à un endroit spécial et ils ne sont pas pris en compte dans le cadre du système de notation à étoiles. Le filtre élimine parfois des avis légitimes, ce qui entraîne des plaintes de la part des propriétaires de commerce. Selon Eric T. Schneiderman (en), Attorney General de l’État de New York, Yelp possède le filtre de marketing viral « le plus agressif » parmi les sites Web participatifs qu’il avait examinés. Yelp a également été critiquée pour la non-divulgation du mode de fonctionnement du filtre, au motif, selon elle, que cette divulgation révélerait des informations permettant de le contourner ou de faire mieux.
Yelp procède également à des « opérations d’infiltration » afin de mettre à jour des entreprises écrivant leurs propres avis. En octobre 2012, Yelp a déclaré une « alerte de 90 jours aux consommateurs » sur 150 entreprises qui, à son avis, avaient payé pour des avis. L’alerte se lisait en ces termes : « Nous avons pris quelqu’un en train d’acheter des avis pour son établissement »,,. En juin 2013, Yelp a intenté des poursuites contre BuyYelpReview/AdBlaze pour avoir supposément écrit des faux avis moyennant rémunération,. En 2013 Yelp a poursuivi un avocat qui faisait supposément partie d’un groupe de cabinets échangeant des avis Yelp, cette poursuite alléguant que bon nombre des avis du cabinet provenaient de leur propre cabinet. L’avocat a soutenu que Yelp tentait de se venger de ses propres différends juridiques et de son activisme contre Yelp. Une tentative de faire débouter la cause fut refusée en décembre 2014. En septembre 2013, Yelp a collaboré avec Operation Clean Turf, une opération d’infiltration par l’Attorney General de New York qui a mis à jour 19 opérations de marketing viral.

### Allégations de manipulation par Yelp
Selon BusinessWeek, Yelp a « toujours eu des rapports complexes avec les petites entreprises ». Une grande partie de l’histoire de Yelp a été marquée par des allégations à l’effet que Yelp manipulait les avis de son site Web en fonction de la participation à ses programmes publicitaires. Bon nombre de propriétaires de commerce affirment que les vendeurs de Yelp offraient d’éliminer ou de supprimer les avis négatifs s’ils achetaient une publicité. D’autres signalent voir des avis négatifs placés en évidence et les avis positifs enfouis ; peu de temps après, ils recevaient des appels de Yelp tentant de vendre des publicités payées. Yelp soutient que son personnel commercial ne peut pas modifier les avis et que les changements d’avis sont causés par son filtre automatisé,.
Plusieurs poursuites ont été intentées contre Yelp l’accusant de soutirer des produits publicitaires.Chacune d’elles a été déboutée par un juge avant le moment du procès. Au début de 2010, un recours collectif intenté contre Yelp contenait des allégations à l’effet que cette dernière avait demandé à un hôpital vétérinaire de Long Beach de payer 300 $ par mois au titre de services de publicité comprenant la suppression ou l’élimination d’avis défavorables de la part de clients. Le mois suivant, neuf autres entreprises se sont jointes au recours collectif, et deux poursuites similaires ont été intentées. En mai de cette même année, les poursuites ont été regroupées en un recours collectif, lequel a été débouté par le juge de la Cour fédérale de première instance de San Francisco, l’Hon. Edward Chen, en 2011. Le juge Chen a déclaré que les avis étaient protégés par la loi Communications Decency Act de 1996 et qu’il n’y avait aucune preuve de manipulation par Yelp. Les demandeurs ont interjeté appel. En septembre 2014, la Cour d’Appel du Neuvième circuit des États-Unis a maintenu le rejet de la cause, concluant que même si Yelp avait effectivement manipulé les avis en vue de favoriser des annonceurs, cette conduite ne releverait pas de la définion légale d’extorsion retenue par le tribunal,,.
En août 2013, Yelp a lancé une série d’assemblées publiques dans 22 grandes villes américaines dans le but d’aborder les préoccupations des commerçants locaux. Bon nombre de personnes présentes se sont dites frustrées du fait que le filtre automatique de Yelp éliminait des avis positifs après qu’elles ont refusé de payer des publicités, qu’elles recevaient des avis d’utilisateurs qui n’avaient jamais mis les pieds dans leur établissement, et autres questions,. Une étude réalisée en 2011 par Michael Luca de Harvard a conclu à l’absence de corrélation statistiquement significative entre un annonceur Yelp et l’obtention d’avis plus favorables,. La Federal Trade Commission a reçu 2.046 plaintes au sujet de Yelp au cours des années 2008 à 2014, provenant principalement de petites entreprises concernant de supposés avis injustes ou faux ou des avis négatifs apparaissant après un refus d’achat de publicité. Selon Yelp, la Federal Trade Commission a procédé à un second examen des pratiques de Yelp en 2015 et elle a décidé dans les deux cas de n’intenter aucune action contre la société,.
La cinéaste Kaylie Milliken de San Francisco produit actuellement un nouveau documentaire intitulé Billion Dollar Bully (La brute d'un milliard de dollars) au sujet des pratiques commerciales de Yelp.

### Enquêtes
Une enquête 2020 sur les entreprises Insider a mis en doute la culture, l'éthique et les pratiques au sein de Yelp.Un  du vice-poste d'avril 2022 a souligné que certains examinateurs d'élite emploient leur statut pour vendre des avis.

## Communauté
Selon Inc. Magazine la plupart des personnes qui écrivent des avis (parfois désignées des « Yelpers ») sont des gens bien intentionnés qui écrivent des avis afin de s’exprimer, d’améliorer leur style d’écriture ou de faire montre de créativité. Ces personnes écrivent parfois des avis afin de se défouler contre les sociétés ou les établissements commerciaux qu’elles n’aiment pas. Ces personnes peuvent également être motivées par les badges et les honneurs, tels qu’être la première personne à passer un nouvel établissement en revue, ou par les éloges et l’attention d’autres utilisateurs. Bon nombre d’avis sont écrits sur un ton amusant ou créatif Les utilisateurs peuvent émettre un avis favorable si c’est « utile, amusant ou génial ». Chaque jour, un « Avis du jour » est choisi suivant le vote des utilisateurs. Selon The Discourse of Online Consumer Reviews, bon nombre de Yelpers sont des adultes à l’aise avec Internet, âgés de 18 à 25 ans, ou des « baby boomers des banlieues ».
Les personnes écrivant des avis sont encouragées à utiliser des photos et des noms réels. Chaque année, les membres de la communauté Yelp sont invités au « Yelp Elite Squad », suivant une évaluation de leurs avis. Les utilisateurs doivent également utiliser leur nom et leur photo véritables sur Yelp pour devenir admissibles au groupe « Elite Squad ». Ce groupe est régi par un conseil et on estime qu’il se compose de plusieurs milliers de membres. Yelp ne divulgue pas le mode de sélection de l’Elite Yelp,. Le groupe Yelp Elite Squad a été constitué en 2005, lorsque Jeremy Stoppelman a plaisanté et utilisé ce nom en référence aux commentateurs fréquents qui étaient invités à des réceptions Yelp,. Les membres sont invités à des réceptions d’inauguration spéciales et ils reçoivent des cadeaux et autres avantages. Les entreprises se font l’hôte de réceptions pour l’Elite Yelp afin d’obtenir des avis,. En 2011, il y avait 60 Elite Squads locales, principalement en Amérique du Nord et en Europe.
Yelp reçoit environ six assignations par mois demandant les noms de commentateurs anonymes, principalement de la part de propriétaires d’établissements commerciaux désireux de poursuivre les personnes qui écrivent des avis négatifs. En 2012, la Circuit Court d’Alexandria et la Cour d’appel de la Virginie ont jugé Yelp coupable de mépris de cour pour refuser de divulguer l’identité des sept commentateurs ayant critiqué, sous le couvert de l‘anonymat, une entreprise de nettoyage de tapis ; en 2014, Yelp a interjeté appel à la Cour Suprême,. Six entreprises Internet et l’Electronic Frontier Foundation ont déclaré qu’un jugement défavorable à Yelp aurait un effet négatif sur la liberté d’expression en ligne. Le juge ayant prononcé une décision antérieure a dit que si les auteurs des avis n’avaient effectivement pas utilisé les services de l’établissement, leurs communications seraient de fausses réclamations non protégées par les lois sur la liberté d’expression. En 2014 une loi américaine a été adoptée dans le but d’interdire aux entreprises d’utiliser des « clauses de dénigrement » dans leurs contrats ou conditions d’usage prévoyant qu’elles peuvent poursuivre les clients ou leur imposer des amendes s’ils écrivent négativement à leur sujet en ligne,.
En 2010, Yelp possédait un effectif d’environ 40 directeurs communautaires qui organisent des réceptions pour les auteurs d’avis fréquents, envoient des messages d’encouragement aux auteurs et organisent des cours à l’intention des propriétaires de petites entreprises. Les auteurs d’avis Yelp ne sont pas tenus de divulguer leur identité mais Yelp les incite à le faire. Après avoir laissé un avis négatif, un utilisateur peut dire « you've been Yelped », tandis que les entreprises comptant des avis positifs insèrent dans leurs publicités « People Love us on Yelp! ».
En 2015, la célèbre série satirique South Park consacre un épisode (Saison 19 épisode 4) à ironiser sur la prétention des « Yelpers » et l'abus de pouvoir de certains. Un article satirique a, par la suite, prétendu qu'un procès avait été intenté par Yelp à l'encontre des créateurs de la série et de Comedy Central,. Cette information a été démentie par un porte-parole de Yelp.